# Báo thông tin chỉ huy
Báo thông tin chỉ huy là các xuất bản phẩm không chính thức bằng văn bản được tài trợ bởi Bộ Quốc phòng Hoa Kỳ. Quan điểm biên tập được thể hiện trong tờ báo không nhất thiết là quan điểm của chính phủ Hoa Kỳ hoặc Bộ Quốc phòng nước này. Từ tháng 10 năm 2008, Bộ Quốc phòng Hoa Kỳ đã thay đổi cách thông tin được phân phối tới các quân nhân và gia đình của họ, thống nhất việc xuất bản các tờ báo thông tin chỉ huy với các trang web thông tin chỉ huy.

## Lịch sử
Theo Tài liệu Học thuyết về Công vụ trong Hoạt động Chung (1997), trách nhiệm của các chỉ huy tác chiến là thực hiện các chương trình thông tin chỉ huy, bao gồm cả việc "cung cấp nguồn" cho các tờ báo thông tin chỉ huy do địa phương sản xuất, nhằm phổ biến thông tin cho các lực lượng được triển khai trong khu vực tác chiến.
Sư đoàn Không vận 101 của Quân đội Hoa Kỳ đã sản xuất các ấn phẩm tin tức thông tin chỉ huy cho nội bộ trong ít nhất 3 cuộc chiến. Trong chiến tranh thế giới thứ hai, sư đoàn này đã sản xuất một tạp chí tin tức Screaming Eagle, với ấn phẩm đầu tiên được xuất bản vào ngày 17 tháng 9 năm 1945. Đến năm 1968, trong chiến tranh Việt Nam, một tạp chí hàng quý mang tên Rendezvous With Destiny cũng đã được xuất bản. Tương tự năm 1990, trong chiến dịch Lá chắn Sa mạc, Văn phòng Công vụ của sư đoàn cũng đã xuất bản một tờ báo thông tin chỉ huy khác có tên Screaming Eagle, cùng với các đoạn tin tức video. Quá trình sản xuất tờ báo trong giai đoạn Lá chắn Sa mạc được thực hiện khá đơn giản khi các trang giấy được đánh máy bằng máy tính xách tay, in ra sau đó được dán hình ảnh rồi sao chép lại.
Trong giai đoạn chiến tranh Việt Nam, Bộ chỉ huy Viện trợ Quân sự Mỹ tại Việt Nam dưới quyền tướng William C. Westmoreland đã cho xuất bản một tờ báo thông tin chỉ huy Observer. Theo cựu nhà báo quân sự Les Payne, 80.000 bản in của Observer đã bị vứt xuống biển Đông do lỗi in ấn. Lỗi này được cho là do nhà máy in tại Tokyo, đã thay thế từ "VN" (viết tắt "Vietnamese") thành "VC" (viết tắt "Viet Cong") trong dòng tiêu đề về một ngân hàng nông nghiệp mới.
Ngoài ra, tờ báo thông tin chỉ huy cũng có thể sản xuất trong Hoa Kỳ như The Andrew Vindicator, được xuất bản lần đầu tiên bởi Văn phòng Công vụ Andrew của Lực lượng Đặc nhiệm Chung (JTF) vào ngày 16 tháng 9 năm 1992, nhằm ứng phó với cơn bão Andrew.